# 18 tháng 1
Ngày 18 tháng 1 là ngày thứ 18 trong lịch Gregory. Còn 347 ngày trong năm (348 ngày trong năm nhuận).

## Sự kiện
- 350 – Tướng Magnentius phế truất Hoàng đế Constans I và tự xưng là hoàng đế của Đế quốc La Mã.
- 474 – Leo II mới bảy tuổi khi kế vị hoàng đế của Đế quốc Đông La Mã từ ông ngoại Leo I.
- 1126 – Trong lúc quân Kim tiến sát thủ đô Biện Kinh, Tống Huy Tông thoái vị nhường ngôi cho con là Tống Khâm Tông.
- 1258 – Quân Mông Cổ giáp trận quân Đại Việt tại Phù Lỗ. Quân Đại Việt buộc phải rút lui, bỏ ngỏ kinh đông Thăng Long.
- 1535 – Nhà chinh phục người Tây Ban Nha Francisco Pizarro thành lập thành phố Ciudad de los Reyes để làm thủ phủ của mình, nay là thủ đô Lima của Peru.
- 1562 – Giáo hoàng Piô IV mở lại Công đồng Trentô lần thứ ba và cũng là cuối cùng.
- 1670 – Henry Morgan chiếm Panama từ Đế quốc Tây Ban Nha.
- 1701 – Công tước Phổ–Tuyển hầu tước Brandenburg Friedrich I đăng quang quốc vương Phổ tại Königsberg.
- 1778 – Thuyền trưởng James Cook trở thành người châu Âu đầu tiên khám phá ra Hawaii, ông đặt tên nơi này là "Quần đảo Sandwich".
- 1871
  - Wilhelm I của Đức tuyên bố mình là hoàng đế Đức đầu tiên tại Lâu đài Versailles (Pháp) vào giai đoạn cuối của Chiến tranh Pháp–Phổ, khởi đầu Đế quốc Đức.
  - Chiến tranh Pháp-Phổ: Trận St. Quentin, Trận Buzenval kết thúc với thắng lợi quyết định của quân đội Đức.
- 1910 – Duy Tân cho phép khắc in bộ sách dư địa chí Đại Nam nhất thống chí, tức 8 tháng 12 năm Canh Tuất.
- 1915 – Chiến tranh thế giới thứ nhất: Trận Jassin bắt đầu giữa quân đội Anh và quân đội Đức.
- 1919 – Hãng ô tô Bentley của Anh Quốc được thành lập.
- 1942 – Chiến tranh thế giới II: Chiến dịch đổ bộ đường không Vyazma bắt đầu
- 1943 – Chiến tranh thế giới II: Một phần trong chiến dịch Tia Lửa, Hồng Quân Liên Xô chọc thủng vòng vây hãm Leningrad của quân đội Đức.
- 1950 – Cộng hòa Nhân dân Trung Hoa trở thành quốc gia đầu tiên thiết lập quan hệ ngoại giao với Việt Nam Dân chủ Cộng hòa.
- 1952 – Tổng thống Hàn Quốc Lý Thừa Vãn công bố "đường Hòa Bình" về chủ quyền trên biển, bao gồm cả Dokdo.
- 1956 – Thành lập Viện Khảo cổ ở Sài Gòn
- 2002 – Nội chiến Sierra Leone được tuyên bố kế thúc.
- 2005 – Máy bay thương mại lớn nhất thế giới Airbus A380 được công bố trong một buổi lễ tại Toulouse, Pháp.
- 2009 – Chiến tranh Gaza: Hamas tuyên bố sẽ chấp thuận đề nghị ngừng bắn của Quân đội Israel, chấm dứt cuộc tiến công.
- 2021 – Cựu Chủ tịch nước Cộng Hòa Xã Hội Chủ nghĩa Việt Nam Nguyễn Xuân Phúc từ chức

## Sinh
- 1689 – Montesquieu, triết gia người Pháp (m. 1755)
- 1726 – Heinrich, thành viên vương thất, tướng lĩnh và chính trị gia Phổ (m. 1802)
- 1835 – César Cui, nhà soạn nhạc người Nga gốc Pháp-Litva, tức 6 tháng 1 theo lịch Julius (m. 1918)
- 1849 – Edmund Barton, chính trị gia và thẩm phán người Úc, thủ tướng của Úc (m. 1920)
- 1868 – Hoắc Nguyên Giáp, võ thuật gia triều Thanh (m. 1910)
- 1904 – Cary Grant, diễn viên người Anh–Mỹ (m. 1986)
- 1931 – Chun Doo-hwan, Nguyên soái quân đội Hàn Quốc, tổng thống của Hàn Quốc
- 1931 – Nguyễn Khắc Bình, Thiếu tướng Quân lực Việt Nam Cộng hòa
- 1933 – Ray Dolby, kỹ sư và doanh nhân người Mỹ, thành lập Dolby Laboratories (d. 2013)
- 1938 – Triệu Bôn, nhà văn, nhà báo người Việt Nam
- 1941 – Hoàng Văn Nghiên, chính trị gia người Việt Nam
- 1944 – Paul Keating, chính trị gia người Úc, thủ tướng của Úc
- 1946 – Nguyễn Sinh Hùng, chính trị gia người Việt Nam
- 1948 – Charles Taylor, chính trị gia người Liberia, tổng thống của Liberia
- 1951 – Julie Quang, ca sĩ Việt Nam Cộng hòa
- 1955
  - Kevin Costner, diễn viên, ca sĩ người Mỹ
  - Fernando Trueba, đạo diễn, nhà sản xuất phim người Tây Ban Nha
- 1963 – Martin O'Malley, chính trị gia người Mỹ
- 1966 – Alexander Khalifman, kỳ thủ cờ vua người Nga
- 1967 – Iván Zamorano, cầu thủ bóng đá người Chile
- 1969 – Dave Batista, đô vật, diễn viên người Mỹ
- 1971 – Josep Guardiola, cầu thủ bóng đá người Tây Ban Nha
- 1979
  - Châu Kiệt Luân, ca sĩ, diễn viên nhà sản xuất âm nhạc người Đài Loan
  - Paulo Ferreira, cầu thủ bóng đá người Bồ Đào Nha
- 1982 – Joanna Newsom, ca sĩ người Mỹ
- 1984
  - Hasebe Makoto, cầu thủ bóng đá người Nhật Bản
  - Cho Seung-Hui, sát thủ người Hàn Quốc-Mỹ (m. 2007)
- 1987 – Johan Djourou, cầu thủ bóng đá Thụy Sĩ
- 1988 – Angelique Kerber, vận động viên quần vợt người Đức
- 1990 – Nacho Fernández, cầu thủ bóng đá người Tây Ban Nha
- 1994
  - Kang Jiyoung, ca sĩ người Hàn Quốc (Kara)
  - Minzy, ca sĩ và vũ công người Hàn Quốc (2NE1)

## Mất
- 474 – Leo I, hoàng đế của Đế quốc Đông La Mã (s. 401)
- 748 – Odilo, công tước của Bayern
- 1611 – Trần Văn Bảo, chính trị gia triều Mạc, tức ngày 5 tháng 12 năm Canh Tuất (s. 1524)
- 1862 – John Tyler, chính trị gia người Mỹ, tổng thống của Hoa Kỳ (s. 1790)
- 1896 – Hans von Passow, sĩ quan người Đức (s. 1827)
- 1926 – August Keim, sĩ quan người Đức (s. 1845)
- 1936 – Rudyard Kipling, tác gia và thi nhân người Anh, đoạt giải Nobel (s. 1865)
- 1949 – Charles Ponzi, doanh nhân lừa đảo người Ý (s. 1882)
- 1974 – Ngụy Văn Thà, sĩ quan quân đội người Việt Nam (s. 1943)
- 1982
  - Huỳnh Hiện Phan, sử gia, nhà dân tộc học người Trung Quốc (s. 1899)
  - Kha Vạng Cân, chính trị gia người Việt Nam (s. 1908)
- 1990 – Melanie Appleby, ca sĩ Anh (s. 1966)
- 1995 – Adolf Butenandt, nhà hóa học người Đức, đoạt giải Nobel (s. 1903)
- 1996 – Vũ Đình Liên, nhà thơ người Việt Nam (s. 1913)
- 2001 – Laurent-Desire Kabila, tổng thống của Cộng hòa Dân chủ Congo (s. 1939)

## Những ngày lễ và kỷ niệm
- Ngày kỉ niệm Lực lượng Vũ trang Hoàng gia Thái Lan